# KV Racing Technology

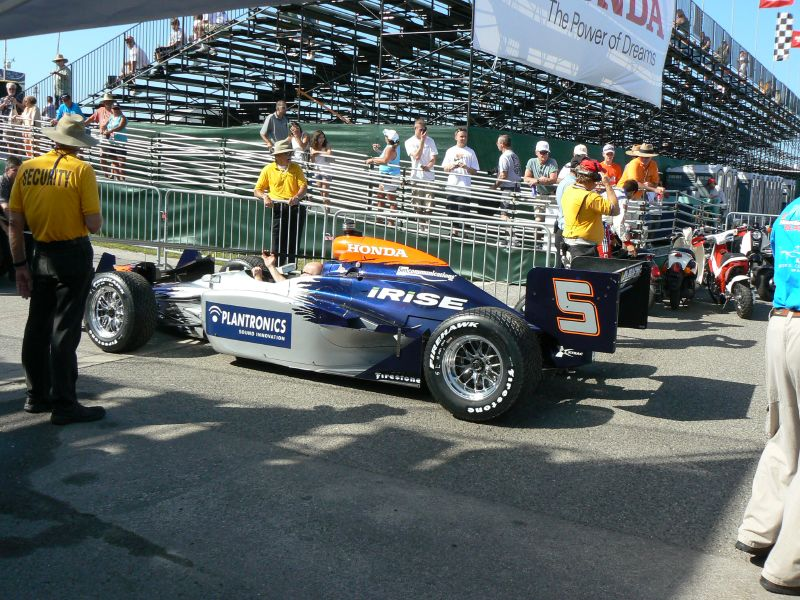
Машина Ориоля Сервии
на Гран-при Лонг-Бич 2008 года.

KV Racing Technology — гоночная команда выступавшая в сериях Champ Car (2003-2007) и IndyCar Series (2008-2016).
Команда основана в 2003 году Кевином Калховеном и Крейгом Поллоком под названием PK Racing для участия в серии ChampCar, базой при создании проекта стала другая бывшая команда серии — PacWest Racing.
Проект имел дочернюю команду в ныне не существующем Атлантическом чемпионате.

## Период участия в ChampCar

### 2003—2005
Команда вошла в список многочисленных дебютантов серии CART 2003 года. Дебютный сезон был проведён с одной машиной на полном расписании. За её рулём отмечались четверо пилотов, но наиболее успешны были двое — Макс Папис записал на свой счёт 4-е место на Road America; а Мика Сало дважды прорвался в Top5 — финн был третьим в Майами и 5-м — в Мехико.
В 2004 году проект претерпел существенные изменения — Поллок продал свою долю; новыми партнёрами Калховена становятся бизнесмен Дэн Петит и действующий гонщик серии Джимми Вассер (это отражается и на названии — теперь команда заявляется в чемпионат как PKV Racing). Команда выставляет на старт две машины, однако в одной из них ехал как раз Вассер, а в другой — мексиканский рента-драйвер Роберто Гонсалес.
Мексиканец не добивается каких-либо особых успехов, а вот Вассеру удаётся пять раз за сезон приехать на финиш в Top5 (лучший результат — 2-е место в Торонто). Джимми заканчивает год 8-м.
Гонсалес в межсезонье покидает команду — на его место приходит экс-чемпион серии Кристиано да Матта.
В сезоне-2005 команда постепенно прогрессирует — Вассер дважды доезжает до подиумов (третьи места в Вегасе и Серферс-Парадайзе), а да Матта приносит команде первую в её истории победу (в Портленде).
Вассер, благодаря стабильным финишам, завершает год 6-м, бразилец же вдвое превосходит напарника по числу сходов (выдав в какой-то момент серию из 5 подряд нефинишей) и завершает год лишь 11-м.

### 2006—2007
В межсезонье да Матта покидает команду. Недолго задерживается за рулём одной из машин и Вассер — на Гран-при Лонг-Бич он завершает регулярную гоночную карьеру. На места же двух основных пилотов приходит ветеран «чампкаровских» гонок Ориоль Сервия и бронзовый призёр Атлантического чемпионата прошлого года Кэтрин Легг.
Ни испанец, ни британка не смогли сходу показывать результатов на уровне Вассера — Ориоль был более стабилен (финишировав четырежды в Top5) и закончил сезон 11-м; Кэтрин же была куда менее результативна — лишь 4 попадания в Top10 позволили ей завершить сезон на 16-й строчке. Лучший финиш пришёлся на Гран-при Кливленда: Сервия, стартовав четвёртым, финиширует на третьей позиции.
На следующий год Калховен вновь полностью обновил состав — на место Легг и Сервии пришёл Нил Яни и Тристан Гомменди.
Экс-тест-пилот STR F1 с ходу смог найти общий язык с командой и начал показывать неплохие результаты — в итоге швейцарец лишь трижды за сезон не финишировал в Top10 и трижды финишировал в Top3 (в том числе дважды на втором месте — на этапах в Торонто и в Сан-Хосе). По итогам сезона Нил занял 9-ю строчку в общем зачёте.
Француз был менее стабилен, хотя именно он принёс команде поул на этапе в Мон-Треблане. Тристан ездил вполне на уровне Нила, но за два этапа до конца вынужден был покинуть команду - кончились спонсорские деньги. На его место был подписан Ориоль Сервия из Forsythe Racing, который успешно доехал сезон и был продлён на будущий год.

### 2008
2008-й год стал очередным годом больших изменений: для начала продал свою длю в команде Дэн Петит (это привело к очередному смену названия организации — теперь на KV Racing Technology). Произошло и изменение в пилотском составе — удалось договориться с проектом Крейга Гоура Team Australia и место Нила Яни занял Уилл Пауэр.
Помимо этого команда вынужденно сменила серию — первенство Champ Car влилось в конкурирующую серию — IRL IndyCar. Переход в новые условия прошёл относительно успешно — пилоты Калховена и Вассера оказались стабильнее всех своих бывших соперников по Champ Car и вполне успешно влились в новые для себя условия. Пауэр с трудом находил себя на овальных трассах и во многом по этому проиграл внутрикомандное первенство, хотя и одержал единственную в сезоне для KV победу — на Гран-при Лонг-Бич (также эта гонка стала последней в истории Champ Car). Также вполне удачно прошёл дебют в Indy 500 — несмотря на квалификацию лишь на 8-м (Пауэр) и 9-м (Сервия) рядах в гонке Сервия прорвался на 11-е место, а Пауэр — на 13-е.
В итоговой таблице чемпионата Сервия занял 9-е место, а Пауэр — 12-е.

### 2009—2010
В 2009-м команду вновь ждала кадровая революция в пилотском составе - единственная машина на полном расписании была выставлена для прошлогоднего дебютанта серии - бразильца Марио Мораиша, также периодически появлялась вторая - за её руль садился Пол Трейси.
Марио неудачно провёл большую часть сезона, но в последних четырёх гонках он ни разу не финишировал ниже 7-й позиции. По итогам сезона бразилец занял 14-е место в общем зачёте.
В 2010-м году KV расширила программу участия в серии - помимо Мораиша были подписаны контракты с Эрнесто Висо и Такумой Сато. На более ограниченной программе, чем в 2009 году проехал сезон Пол Трейси.
Возвращения на позиции 2008 года не произошло - интернациональный пилотский состав хоть периодически и показывал неплохие результаты (Висо закончил третьим гонку в Айове, Мораиш четырежды финишировал в Top10), но в целом была нестабильна и всё больше закреплялась в роли одного из аутсайдеров серии. Особо подчёркивает тогдашний уровень квалификация к Indy 500 того года - многоопытный Пол Трейси умудрился не пройти отбор на старт.
Впрочем, не всё было так плохо - в 2010-м году началось сотрудничество с Lotus Cars, которое вполне могло привести в недалёком будущем к качественному подъёму результатов.

## Пилоты, когда-либо выступавшие за команду

### CART/ChampCar
|    | Пилот         | Годы |
| -- | ------------- | ---- |
| 1. | Макс Папис    | 2003 |
| 2. | Брайан Херта  | 2003 |
| 3. | Мика Сало     | 2003 |
| 4. | Патрик Лемари | 2003 |

|    | Пилот              | Годы      |
| -- | ------------------ | --------- |
| 5. | Роберто Гонсалес   | 2004      |
| 6. | Джимми Вассер      | 2004-2006 |
| 7. | Кристиано да Матта | 2005      |
| 8. | Жорже Гоэтерс      | 2005      |

|     | Пилот            | Годы      |
| --- | ---------------- | --------- |
| 9.  | Кэтрин Легг      | 2006      |
| 10. | Ориоль Сервия    | 2006-2007 |
| 11. | Тристан Гомменди | 2007      |
| 12. | Нил Яни          | 2007      |

### IRL IndyCar
|    | Пилот         | Годы      |
| -- | ------------- | --------- |
| 1. | Уилл Пауэр    | 2008      |
| 2. | Ориоль Сервия | 2008      |
| 3. | Джимми Вассер | 2008      |
| 4. | Марио Мораиш  | 2009-2010 |

|    | Пилот         | Годы      |
| -- | ------------- | --------- |
| 5. | Пол Трейси    | 2009-2010 |
| 6. | Таунсенд Белл | 2009      |
| 7. | Эрнесто Висо  | 2010      |
| 8. | Такума Сато   | 2010      |